# Ganjas internationella flygplats
Ganjas internationella flygplats (azerbajdzjanska: Gəncə Beynəlxalq Hava Limanı) är en flygplats i Azerbajdzjan. Den ligger i den västra delen av landet, 300 km väster om huvudstaden Baku. Flygplatsen ligger cirka 330 meter över havet.
Flygplatsen servar Ganja, Azerbajdzjans tredje största stad. Flygningar finns till bland annat Moskva, Istanbul och Mineralnyje Vody med flygbolag som Aeroflot, Azimuth, Turkish Airlines, Pegasus Airlines och Ural Airlines. Flygplatsen ligger cirka 7 kilometer nordväst om stadskärnan, och har en asfalterad landningsbana som mäter 3 300 meter i längd och 44 meter i bredd och går i kompassriktningarna 12/30. Ganja flygplats IATA-kod är GNJ och dess ICAO-kod är UBBG.